# آ-ها (فرقة)

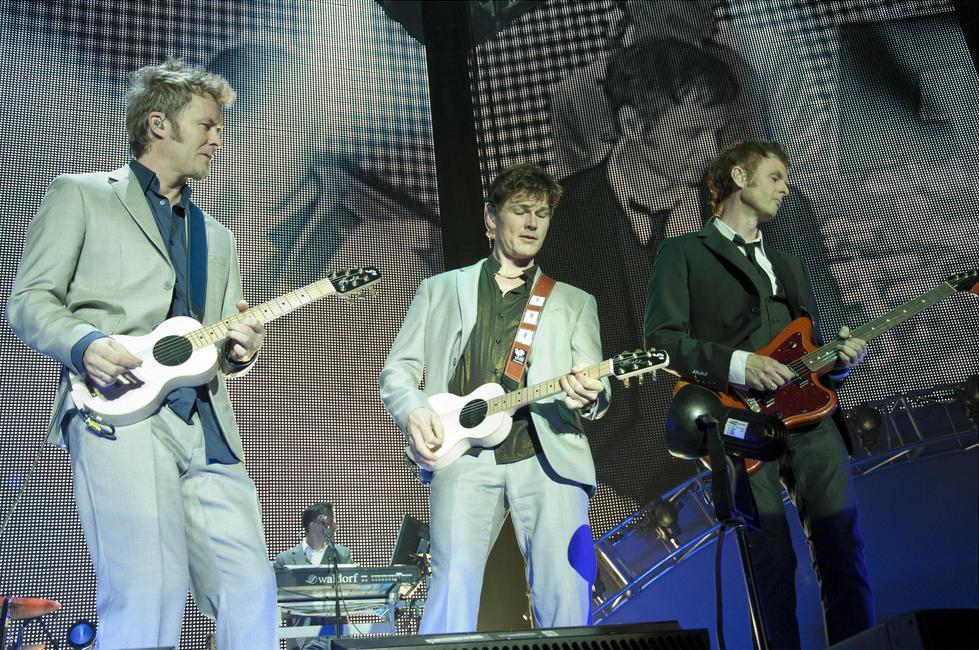
فرقة آه-ها

آه-ها (بالإنجليزية: A-ha)، هي فرقة غنائية نرويجية الناطقة بالإنجليزية، اسسوا سنة 1982 في العاصمة النرويجية أوسلو، ونزلت في الأسواق لعدة أغنية وأشهرها تايك أون مي سنة 1984م.

## وصلات خارجية
- آ-ها على موقع IMDb (الإنجليزية)
- آ-ها على موقع ميوزك برينز (الإنجليزية)
- آ-ها على موقع أول ميوزيك (الإنجليزية)
- آ-ها على موقع ديسكوغز (الإنجليزية)
- الموقع الرسمي
- آ-ها (فرقة) التسجيلات من ديسكاغز.كوم
- A-ha – Ukrainian fan site] (بالروسية)